# Tetragonula mellipes
Tetragonula mellipes là một loài Hymenoptera trong họ Apidae. Loài này được Friese mô tả khoa học năm 1898.

## Hình ảnh

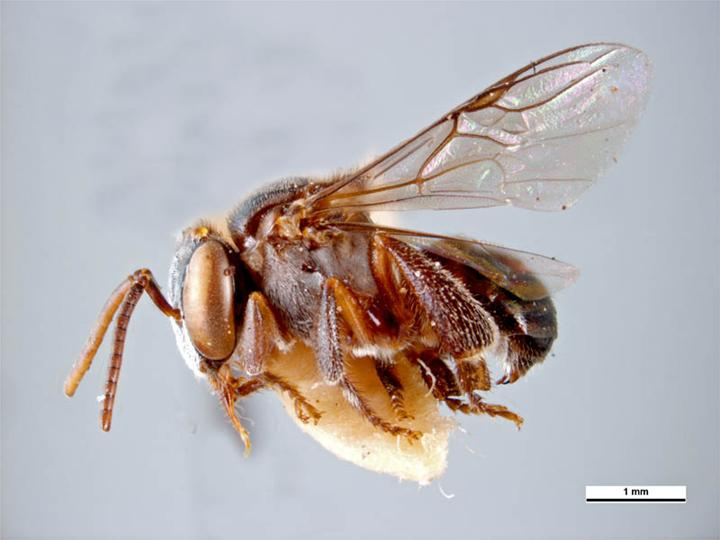